# Histoire de David et de Salomon : les interprétations des données archéologiques
Pour un article plus général, voir Israël antique.
Selon la Bible, David et Salomon sont deux rois qui ont régné sur Israël vers le Xe siècle av. J.-C.
L'article ci-dessous présente un inventaire des principales interprétations des données archéologiques concernant leur époque. Pour les données archéologiques voir l'article Données archéologiques sur David et Salomon. Pour les aspects autres que les données archéologiques, on se reportera aux articles David et Salomon.

## Problèmes chronologiques
Les dates reconstruites d'après la Bible et reposant uniquement sur le texte biblique, ne sont pas utilisées en archéologie (la date du début du règne de David va de -1050, d'après James Ussher, à -960, d'après E. Bullinger).
Les dates utilisées par les archéologues pour les rois, personnages et événements bibliques, après Salomon, s'appuient en grande partie sur les relations avec les chronologies assyriennes (reconnues fiables entre 912 et 648), reposant sur des événements astronomiques et mentionnant des rois d'Israël et des événements décrits dans la Bible (les Assyriens entrent en contact en 853 avec les Israélites). Ainsi les conquêtes assyriennes de 732 et 701 sont attestées à la fois par des archives assyriennes et la Bible et correspondent à des strates archéologiques précises de nombreux sites de la terre d'Israël,.
Pour les périodes plus anciennes de l'histoire de la terre d'Israël, les archéologues font principalement des corrélations avec les chronologies égyptiennes.  Ainsi, le douzième siècle est associé avec la vingtième dynastie, la fin par destruction de certaines strates correspondant aux règnes des Ramsès IV à VI.
Les règnes de David et Salomon se situent avec certitude entre les deux événements ci-dessus. En remontant à partir de la bataille de Qarqar en 853, David aurait régné de -1010 à -970, et Salomon de -970 à -930. Ce sont les dates utilisées par les archéologues,,.
La campagne de Sheshonq Ier en Palestine en 925 sert également de marqueur chronologique, Sheshonq étant traditionnellement assimilé au pharaon Shishak de la Bible, intervenu en Palestine peu après le règne de Salomon.
Archéologiquement, ces datations permettent d'associer la monarchie unifiée au Xe siècle av. J.-C. et lui font correspondre des constructions précises. Mais il existe un débat important sur la chronologie de ce siècle, introduit par la proposition d'Israël Finkelstein de décaler les datations des poteries. Selon la chronologie utilisée, l'ampleur des constructions et l'étendue du royaume de cette époque sont radicalement différentes. La chronologie basse décale les bâtiments autrefois attribués à Salomon vers la dynastie des Omrides.

## Généalogie des différentes chronologies

### La chronologie conventionnelle
Cette chronologie est issue de l'école d'archéologie biblique de William F. Albright et Yigaël Yadin dans les années 1960, qui situaient le Fer IIA au Xe siècle av. J.-C. Les difficultés à fouiller l'intérieur de Jérusalem pour trouver des traces archéologiques de la monarchie unifiée ont poussé les spécialistes à orienter leurs recherches vers les sites de trois autres anciennes cités : Hazor, Megiddo et Gézer. La Bible les mentionne explicitement dans le premier livre des Rois (9,15).
Megiddo est la première de ces cités à faire l'objet dès 1920 de fouilles intensives, conduites par l'Oriental Institute de l'université de Chicago. À l'époque, les équipes travaillaient, selon l'expression usuelle depuis, une pioche dans la main et la Bible dans l'autre, la Bible étant la référence chronologique pour les fouilles du Proche-Orient. Ces vestiges furent donc datés de l'époque de Salomon. Cette mission archéologique dégagea deux séries de larges bâtiments publics, édifiés d'après un plan singulier. Chacun de ces édifices était composé de longues structures rectangulaires, attachées les unes aux autres, en rangées. Chacune de ces structures comprenait trois longues travées, séparées par des rangées de piliers en pierre de taille, alternant avec des cuves de pierre. Le directeur de l'expédition, Philip Langstaffe Orde Guy, identifia ces bâtiments comme des écuries et les data de l'époque de Salomon. Le lien qu'il voyait entre ces édifices à piliers, les références aux travaux salomoniques de construction de Megiddo (1 Rois 9,15) et la mention des villes de la charrerie et de la cavalerie de Salomon (1 Rois 9,19) justifiait à ses yeux cette identification.
Au milieu des années 1950, Yigael Yadin, de l'université hébraïque, se mit à fouiller Haçor, autre cité liée au règne de Salomon. Ce site est le plus vaste tertre biblique d'Israël. Situé au nord du lac de Tibériade, il comporte des couches d'occupation qui remontent au Bronze Ancien. Dans une aire de fouille, Yadin et son équipe dégagèrent la porte d'une cité datant de l'âge du fer. De chaque côté d'un corridor central, trois salles se succèdent, précédées d'une tour. D'emblée, Yadin nota la similitude - plan et dimensions - entre cette porte et celle qui avait été exhumée à Megiddo. Cela lui parut confirmer le verset biblique sur les activités de Salomon à "Haçor, Megiddo et Gézer".
En étudiant le rapport de fouilles de l'archéologue britannique du début du siècle R.A.S. Macalister sur la ville de Gézer, Yadin découvrit les tracés d'un édifice qui avait été décrit par le fouilleur comme étant un "château macchabéen". À l'intérieur, l'ensemble semblait correspondre à un plan d'architecture semblable à l'un des côtés des portes de Megiddo et Haçor. À partir de ce moment-là, Yadin émit la théorie qu'un architecte à la cour du roi Salomon avait appliqué le même plan pour ces trois villes.
Toutefois une contradiction majeure apparaissait : les portes étaient attachées à des fortifications de types différents. À l'âge du fer, on construisait deux genres de remparts :
- le mur plein, de pierres ou de briques avec des renforts intérieurs et extérieurs,
- le "mur à casemates".

Les portes de Haçor et de Gézér étaient reliées à un mur à casemates, tandis qu'à Meggido, la porte était reliée à un mur plein, ce qui remettait en question la théorie du plan unique. Convaincu que le récit biblique ne pouvait mentir, Yadin décida de se rendre à Megiddo avec une nouvelle équipe pour vérifier la stratigraphie. Découvrant un élégant palais sous les écuries et le mur plein se dressant en bordure du tertre, Yadin pensa qu'il s'agissait du mur à casemates "manquant", qui avait été construit (d'après lui) avec la porte en triple tenaille.
Un autre palais fort ressemblant ayant été dégagé, par l'équipe précédente de l'Oriental Institute, de l'autre côté du tertre, et se situant en dessous de la cité aux "écuries", Yadin fut incité à croire qu'il venait de découvrir les vestiges de la splendeur salomonique. Cette ville comportait des traces d'un incendie important, qui fut relié par Yadin à la campagne du pharaon Sheshonq Ier. Cette expédition se trouve à la fois dans la Bible (1 Rois 14, 25-26) et sur l'un des murs du temple d'Amon, à Karnak, en Haute-Égypte. La présence d'un fragment de stèle érigé par Sheshonq à Megiddo fut reliée à ce passage biblique malgré l'absence d'un contexte stratifié ou daté.
Les sites furent donc attribués à Salomon en raison d'une lecture littérale de trois versets bibliques, en dehors de toute approche de la critique littéraire de l'exégèse biblique. Une vingtaine d'années plus tard, cette chronologie allait être progressivement abandonnée.

### La nouvelle chronologie ou «chronologie basse»
À partir de 1970, l'archéologie biblique sort de sa vision restrictive limitée au texte biblique, et commence à appliquer les méthodes de l'archéologie moderne. Pour la première fois, les archéologues qui sondaient la terre biblique cessèrent de voir dans chaque découverte exhumée une simple illustration de la Bible. Se tournant vers les méthodes des sciences sociales, ils se mirent en quête de la réalité humaine qui se cache derrière le texte. En adoptant les méthodes employées par les archéologues et les anthropologues dans d'autres régions du monde, un nombre croissant de chercheurs tentèrent de comprendre comment l'interaction entre l'élément humain et l'environnement naturel, complexe et morcelé, de la terre d'Israël avait favorisé l'éclosion d'un système social, d'une religion et d'un testament spirituel uniques au monde.
Si ces travaux étaient connus dans la communauté scientifique, le grand public n'eut principalement connaissance de ces changements que par la publication en 2001 du livre d'Israël Finkelstein et Neil Asher Silberman, La Bible dévoilée. En outre, la période des rois David et Salomon était explorée plus en profondeur dans le livre qui suivit en 2006 : Les rois sacrés de la Bible.
L’archéologie biblique avait déterminé que le plus gros des vestiges archéologiques de la Jérusalem de David et de Salomon était situé au sommet du promontoire, dans la zone du mont du Temple, et que les activités de construction de grande ampleur menées par Hérode le Grand à l’époque romaine avaient enseveli ou effacé toute trace d’installation davidique ou salomonique. Cependant si Jérusalem était une capitale royale animée d’une intense activité quotidienne, une partie au moins de ses déchets auraient dû se conserver. Les pentes des tertres des anciennes cités du Proche-Orient servaient de décharges aux habitants ; à l’extérieur des murailles, on trouve d’épaisses couches d’ossements, des matériaux de construction, et des tessons en abondance. Malheureusement, les fouilles approfondies des versants sud et sud-ouest  du mont du Temple n’ont permis de mettre au jour qu’une poignée de tessons datant du Xe siècle av. J.-C..
Bien que cette partie de Jérusalem se soit révélée riche en impressionnantes trouvailles archéologiques, elles ne correspondaient pas à la chronologie du récit biblique. Malgré le fait que le site ait été occupé de façon continue depuis le Chalcolithique (4 000 avant notre ère) et jusqu’à nos jours, avant l’époque romaine, il n’a connu que deux périodes majeures de constructions et d’expansion dont aucune ne correspond aux règnes de David et Salomon: 
1. Au Bronze moyen, soit six ou sept siècles avant l’époque présumée de David
2. A la fin du VIIIe début du VIIe siècle, donc deux à trois cents ans après David et Salomon.

Face à ce trou chronologique et l’absence d’indice permettant d’y voir la présence d’une opulente cité et la capitale d’un vaste royaume, telle que le récit biblique la décrit, les archéologues et les historiens ont commencé à remettre sérieusement en question la qualité de « Grand Constructeur » attribuée à David, et cela à partir de 1990.
Toutefois, ce sont les nouvelles fouilles à  Megiddo et Jezrel, par  David Ussishkin  et John Woodead,, qui ont poussé les archéologues à proposer une nouvelle chronologie, en contradiction avec la chronologie dominante mise en place depuis 1950 par Yigael Yadin. Cette chronologie basse (en anglais Low Chronology) a donc été proposée afin d'expliquer l'ensemble des faits qui contredisent la chronologie conventionnelle. Les contradictions furent les suivantes : 
- Une nouvelle étude détaillée de la porte de Megiddo démontre qu'elle fut bâtie plus tard que les portes de Haçor et de Gézer. En outre, des portes identiques, datant de périodes nettement plus tardives, furent découvertes sur des sites non israélites, comme la cité philistine d'Ashdod.
- Le fondement de la datation des niveaux « salomoniques » résultait d'un raisonnement circulaire : la poterie et les autres artefacts découverts au niveau de la porte avaient été datés du Xe siècle en raison de l'association faite entre les portes et les versets bibliques relatant les activités de bâtisseur de Salomon.
- Le complexe fortifié de Jezréel révèle des types de céramiques identiques à ceux des palais en pierre de taille de Megiddo, présumés détruits par Shéshonq presque un siècle avant la chute des Omrides.
- Les méthodes de construction des palais de Samarie, attribués depuis le début du XXe siècle à la dynastie omride, sont très proches de celles de Megiddo. Cette ressemblance avait déjà été soulignée depuis longtemps par Clarence Stanley Fisher (1920) et John Winter Crowfoot (1930). Mais c'est Norma Franklin, de l'université de Tel-Aviv, qui en apporta les preuves magistrales en révélant que les blocs de pierre du palais de Samarie et du palais méridional de Megiddo portent des marques de maçons identiques, inconnues d'aucun autre site de l'âge du fer en Israël. Ils ont donc été construits à la même époque, par la même équipe de maçons travaillant au service de la dynastie omride, et non au service de Salomon[15].
- Des spécimens prélevés sur des sites majeurs faisant partie du débat sur la monarchie unifiée (Dor, Tel Rehov, Tel Hadar, Rosh Zayit, Haçor, Meggido) au niveau de la strate dite salomonique et analysés au carbone 14 indiquait des couches de destruction postérieures aux conquêtes davidiques.

Face à ces faits en contradiction totale avec la chronologie conventionnelle, une nouvelle chronologie fut donc proposée.
À propos du roi Salomon, J. Wightman, puis David Jamieron-Drake avaient remis en cause la chronologie traditionnelle, un avis partagé également par David Ussishkin et I. Sharon.
Israel Finkelstein remarque qu'il n'y a pas de poterie philistine à Lakish (strate VI) et à Tel Sera (strate IX), pourtant contemporaines des Philistins. Selon lui, il faut donc décaler la date de l'apparition des poteries mycéniennes IIIC en terre d'Israël de -1180 à -1140. Suit le décalage temporel de tous les ensembles de poteries, et par conséquent de toutes les datations des strates archéologiques de 40 à 70 ans plus tard. Ainsi le Fer II, qui commençait conventionnellement vers -1000, commencerait vers 900.
Selon lui, des destructions auparavant attribuées à David seraient dues à l'invasion de Sheshonq Ier (Megiddo VI en particulier). Et les constructions attribuées à Salomon seraient en fait dues aux Omrides. Ainsi la monarchie unifiée serait un moment peu important de l'histoire d'Israël, au contraire du règne des Omrides. En particulier les portails monumentaux de Hazor, Megiddo et Gezer qui marquaient, selon Yigaël Yadin, les grands travaux opérés par Salomon, seraient dus aux Omrides. I. Finkelstein s'appuie également sur les poteries retrouvées à Jezréel, qui marquent de façon certaine la fin des Omrides. Ces poteries sont les mêmes que celles retrouvées à Megiddo dans la strate (VA-IVB) où se trouve la porte auparavant attribuée à Salomon. Cette dernière doit donc logiquement être attribuée non plus à la monarchie unifiée mais aux Omrides, ainsi que les autres portes.

### La chronologie conventionnelle modifiée
La chronologie conventionnelle était fondée sur les travaux de William F. Albright et Yigaël Yadin dans les années 1960, qui situaient le Fer II au Xe siècle. Face aux nombreuses critiques émises à partir des années 1980, différents archéologues ont proposé des modèles pour la modifier.
En 2005, Amihai Mazar propose une « chronologie conventionnelle modifiée », qui prend en compte les nouvelles données de l'archéologie et les critiques apportées au schéma précédent. Cette nouvelle chronologie étend le Fer IIA sur le Xe et le IXe siècle, arguant du fait qu'il est souvent difficile de faire la différence entre les deux. Elle est soutenue par plusieurs archéologues responsables de fouilles en Israël : A. Ben-Tor, R. Arav, A. Maier, S. Bunimovitz, Z. Lederman, D. Ben-Schlomo (Ashdod), T. Levy, Z. Herzog et L. Singer-Avitz.
Selon cette chronologie, la première partie du Fer II correspond à la monarchie unifiée, c'est-à-dire conjointe sur Israël et Juda, avec principalement la destruction de Megiddo VI par David, et d'importantes constructions, dont les portes monumentales des couches Hazor X, Gezer VIII et Megiddo IVB-VA. Ces constructions attestent d'une administration centralisée et correspondent au verset de la Bible qui attribue à Salomon des constructions importantes dans ces trois villes (1 Rois 9,25).
La seconde partie du Fer IIA, qui commence juste avant la campagne de Sheshonq Ier en 925, correspond aux règnes d'Omri et d'Achab et se termine avec la destruction de Jezraël vers 840.
La découverte en 2008 à Khirbet Qeiyafa d'un site n'existant qu'au début du Fer II, et daté au carbone 14 d'entre -1050 et -970, est un élément important pour la chronologie conventionnelle. Ce site comportant des constructions de grande ampleur, il semble dépendre d'un état centralisé dès le Xe siècle.
Les sites de Hazor, Bet Shemesh, Shechem et Taanach semblent favoriser les conclusions de la chronologie conventionnelle [réf. nécessaire].

## Jérusalem à l'époque de David et Salomon
Si les données archéologiques en Canaan à cette époque sont abondantes, celles sur Jérusalem le sont beaucoup moins. D. Ussishkin décrit la Jérusalem de Salomon comme un petit village pauvre dépourvu de fortifications. Pour Ronny Reich, à qui l'Israel Authority Association a confié la direction des fouilles de la cité de David, autour de –1000, ce petit village était limité à ce que l'on appelle la « Cité de David ». Ce phénomène de déclin très marqué n'est pas propre à Jérusalem, il est lié à l'effondrement systémique qui marque le passage de l'âge du bronze récent à l'âge du fer (voir : Données archéologiques sur la conquête de Canaan et Données archéologiques sur les Philistins).
Pour d'autres archéologues, le cas de Jérusalem est spécifique, car une infime minorité (5 %) du site a été fouillée, en partie à cause des difficultés d'ouvrir des chantiers dans Jérusalem-Est et sous l'Esplanade des mosquées, mais aussi à cause de l'aspect particulier du site, abrupt, souvent détruit, et dont les nombreux reconstructeurs (Babyloniens, Romains, Byzantins, Croisés, etc.) ont souvent rebâti les fondations sur la roche même en détruisant les anciens édifices. Pourtant, comme le souligne Ronny Reich d’imposantes fortifications datées de –1700 ont été retrouvées, montrant que lorsque des constructions très importantes existent, elles ne disparaissent pas sans laisser aucune trace, et qu'à cette époque antérieure, Jérusalem était une ville de taille importante. N. Na'aman répond que la Jérusalem du bronze récent n'a également fourni que peu de traces archéologiques, alors que des textes de l'époque, en particulier ceux d'El Amarna, attestent d'une ville importante dominant d'autres villes autour d'elles. Un cas similaire est, selon lui, probable pour la Jérusalem du Fer II.
Les fouilles de K. Kenyon dans les années 1960 et de Y. Shiloh dans les années 1970-80 n'ont pas encore fait l'objet de publications complètes. Margreet Steiner et Jane Cahill, respectivement chargées de ces publications, divergent dans leurs interprétations de la taille de Jérusalem sous les règnes de David et Salomon. Pour la première, il ne s'agit que d'une ville de taille limitée, alors que la seconde défend la possibilité d'une ville de taille respectable.
Eilat Mazar a également fouillé la Cité de David et déclaré, en 2009 puis en 2010, avoir retrouvé des restes imposants du Xe siècle. Cependant ses analyses, ses méthodes et son financement sont très controversés, non seulement dans son travail d'archéologue, mais également en ce qui concerne le respect des strates postérieures, la destruction d'un cimetière juif et l'éviction de Palestiniens de Jérusalem-Est,. En 2010, elle annonça avoir découvert les ruines d'un mur de la Jérusalem du Xe siècle,.

## Données archéologiques sur le règne de David
Selon la Bible, David est censé avoir capturé et occupé la forteresse jébuséenne du Fer I, en passant par un canal, puis avoir fait construire son palais sur l'Ophel, au nord de la forteresse. Il aurait aussi fait remanier le Millo, une structure en escalier de Jérusalem.
Des historiens minimalistes soutenaient au début des années 1990 que l'histoire de David était un mythe, puisqu'il n'était décrit que dans la Bible. Ainsi, P.R. Davies affirmait que « le roi David est aussi historique que le roi Arthur ». La découverte de la stèle de Tel Dan, en 1993, finit par mettre un terme à ce débat. Cette stèle n'est pas datée exactement, mais les archéologues lui attribuent une date aux alentours de –900. Hazaël, roi de Damas, a fait graver en Araméen : 

« J'ai tué [Jo]ram fils d'[Achab] roi d'Israël, et [j'ai] tué [Ahas]yahu fils de [Joram] roi de la maison de David. Et j'ai réduit [leur ville en ruine et changé] leur terre en [désolation]. »

La signification de l'expression « maison de David » est tout à fait claire en archéologie : il s'agit de la dynastie royale dont « David » a été le premier roi. Cette inscription atteste aussi qu'à l'époque de l'inscription, le royaume d'Israël (« la maison d'Omri » des archives assyriennes) est différent du royaume de « la maison de David ».
Depuis, il a été proposé que la Stèle de Mesha, également datée du milieu du IXe siècle, mentionne aussi la maison de David :

« Et la maison de [Da]vid était en Horonen,
[...] et Kamosh m'a dit :"Descend ! Combat contre Horonen" »

Plus proche de David chronologiquement (seulement 50 ans plus tard), la liste topographique de Sheshonq Ier pourrait également mentionner les « hauteurs de David ». Cette interprétation ne fait pas l'unanimité[réf. nécessaire].
Peu de mentions du royaume de David ont été retrouvées, alors que les abondantes archives des pays voisins mentionnent de nombreux royaumes y compris de petites cité-états (voir l'article Données archéologiques sur les Philistins). Cependant, les Mésopotamiens n'ont alors pas de contact aussi loin à l'est. Les Égyptiens n'ont pas de grande activité en Palestine à cette époque, depuis Ramsès III (vers 1175) jusqu'à Siamon (vers 960) et Sheshonq Ier. Or ceux-ci, comme leurs prédécesseurs du Nouvel Empire, ne mentionnent pas leurs adversaires nommément. Au Levant, aucune inscription en araméen d'avant le IXe siècle n'a été retrouvée (et une des deux inscriptions du IXe siècle mentionne David).
David est surtout mentionné pour avoir livré différentes batailles autour du pays. Plusieurs destructions lui sont attribuées selon les tenants de la chronologie conventionnelle, comme Megiddo VIA. Cependant, vers –1000, la population vivant sur la partie sud des hautes terres (étendue géographique correspondant à Juda) est estimée à 5 000 habitants et sur la partie nord des hautes terres (étendue géographique correspondant à Israël), la population est estimée à 40 000 habitants (voir l'article Données archéologiques sur les premiers Israélites). La différence s'explique par une raison géographique : la partie nord est plus arrosée et située sur les voies de communication, la partie sud est plus sèche et plus difficilement accessible. Il s'agit d'une population rurale modeste. Il n'est pas vraisemblable que cette population ait pu contribuer à la formation d'une armée importante sous David.[réf. souhaitée]  À titre de comparaison, la population égyptienne est estimée à 2 800 000 personnes vers -1250.

## Données archéologiques sur le règne de Salomon
Aucun texte de cette époque ne mentionne la personne du roi Salomon. Aucun indice archéologique n'atteste de son existence.

### Les constructions

#### Le schéma traditionnel
Yigaël Yadin trouve à Hazor un portail monumental et un mur à casemate, datant du Xe siècle. Par la suite il découvre les mêmes portails monumentaux, également part d'un mur à casemate à Megiddo et Gezer (il apparaît par la suite qu'il n'y a pas forcément de mur à casemate à Megiddo). Ces trois villes fortifiées du Xe siècle, bien plus importantes que les strates qui les précèdent, témoignent de constructions royales par un état centralisé. Leur date, mais aussi le texte biblique lui font attribuer ces constructions à Salomon. Ainsi qu'à Megiddo les palais de la strate VA-IVB témoignent de l'émergence de l'architecture israélite. Le bâtiment considéré comme les étables de Salomon était plus probablement un entrepôt.
Ces villes présentent une chronologie similaire : destruction de la ville cananéenne (Hazor XIII, XIIIe siècle ; Megiddo VIA, XIe siècle ; Guezer XV, XIIIe siècle) suivie d'une faible occupation (Hazor XI, Megiddo VB ; Guezer X-IX - après l'époque philistine) puis d'une phase de construction importante comprenant les fortifications et les 3 portails monumentaux (Hazor X, Megiddo VA-IVB, Guezer VIII). Ensuite Gezer VIII est détruite par Sheshonq Ier (-925), Megiddo IVA est détruite à la fin du VIIIe siècle par les Assyriens, Hazor VIII est construite par Achab et Hazor V est détruite en -732 par les Assyriens.
Salomon pourrait aussi avoir fait remanier le Millo ainsi que sur le mur d'enceinte (qui sera encore remanié plus tard, et détruit en grande partie par les Babyloniens). Le temple de Salomon, s'il a été construit par ce roi comme l'affirme le texte biblique, fut, quoi qu'il en soit détruit par la suite, et se trouverait sous l'Esplanade des mosquées.
Cette chronologie traditionnelle repose sur l'archéologie, et non sur la Bible, même si elle semble confirmer le passage de 1 Rois 9,15. Elle ne permet pas de prouver que ces constructions ont été l'œuvre de Salomon, mais elle forme un tout cohérent qui « évite les "improbabilités bizarres" dans l'attribution des strates ». Les archéologues qui adhèrent à cette vue parlent de monarchie unifiée, ils pensent qu'il y avait un début d'état centralisé sur l'ensemble de la Palestine au Xe siècle.

#### La chronologie basse
La nouvelle chronologie proposée par Finkelstein, qui dirige avec D. Ussishkin les fouilles de Megiddo, date l'ensemble des constructions dites de Salomon de l'époque des Omrides, en particulier, à Megiddo où le contenu de la strate IVB-VA a toujours été discuté. En revanche, ce point de vue suscite des complications importantes quant à la chronologie de Hazor.
Comme selon cette vue il n'y aurait pas de constructions imposantes avant le IXe siècle, les archéologues qui adhèrent à la basse chronologie pensent qu'il n'y a pas d'État au Xe siècle sur la Palestine, mais que deux États sont formés au IXe siècle : le royaume d'Israel au Nord avec Samarie comme capitale, et celui de Juda au sud avec Jérusalem comme capitale.

### L'étendue du royaume
Si Salomon avait vraiment été à la tête d'un immense royaume tel que le décrit le récit biblique, les nombreuses archives des pays voisins n'auraient pas manqué de le dire et il est impensable qu'aucun des nombreux documents retrouvés ne contienne la moindre allusion à ce royaume.
En 2002, J.A. Blakely, propose une carte du royaume de Salomon reposant uniquement sur des données archéologiques, la répartition des bâtiments tripartites à piliers. La taille du royaume, modeste, irait approximativement de Dan à Beer-Sheva, et correspond à l'analyse (indépendante) que fait B. Halpern du texte de 1Rois 4:7-19,.

### Un état centralisé?
Pour toute une série d'études, les signes archéologiques d'un État centralisé tel que le décrit le récit biblique, repérables dans la gestion de la production agricole et dans la pratique de l'écriture, n'apparaissent que deux siècles plus tard. Pour le début d'une production massive de poteries, voir Zimhoni, pour l'industrialisation de la production agricole, voir Eitan-Katz, pour le début d'une utilisation des poids marqués (pesage) voir Kletter, pour l'introduction de l'écriture voir Jamieson-Drake, pour l'écriture sur ostraca voir Sass et Renz, pour l'impression des sceaux voir Avigad et Sass. Rien de cela n'existerait deux siècles plus tôt dans la Jérusalem de Salomon.
Lehmann a montré que la population rurale de Juda, rassemblée dans une douzaine de petits villages, n'excède pas quelques milliers tout au plus. La population de Jérusalem seule est, elle, estimée à quelques centaines d'habitants. Ce sont les positions des tombes, extérieures à la zone habitée, qui fournissent les estimations de population les plus directes : ce n'est que deux siècles plus tard que la population s'accroît considérablement.
Avraham Faust montre qu'il y a un changement important dans la population rurale entre le Fer I et le Fer II. Les villages du Fer I disparaissent ou s'urbanisent au XIe siècle. Cette disparition se fait en deux étapes, d'abord au milieu du XIe siècle dans le cœur des hautes terres, puis, fin XIe-début Xe dans le reste du pays. Au début du Xe siècle, on constate un mouvement d'urbanisation parallèlement à la disparition des villages. Ce n'est que plus tard que certains villages seront réoccupés et d'autres villages seront nouvellement installés. Pour lui cette réorganisation progressive témoigne du processus de fondation d'un état, mené par un processus interne, comme l'on montré les recherches des années 1980, mais également sous la pression d'une menace extérieure, qui a servi de catalyseur au processus interne en provoquant ou aidant le début d'urbanisation.

### Les mines du roi Salomon
Pendant la période de l'archéologie biblique, Nelson Glueck a identifié le site de tell el-Kheileifeh avec la ville biblique de Ezion-Gueber, sur la mer rouge. Il associe les mines de la région Faynan avec les mines du roi Salomon.
Des fouilles britanniques dans les années 1980 reportèrent tous ces sites au VIIe siècle sur la base de leurs analyses des poteries. Des fouilles plus récentes sur l'ensemble de la région (sud de la Jordanie) se reposant sur des datations au carbone 14 montrent au Xe siècle "une industrie metallurgique intense menée par des sociétés complexes".
La strate du site de tell el-Kheilefei qui contient un complexe avec un mur à casemates, des maisons à quatre pièces, et des poteries negevites, ressemble fortement au site du Negev datant du Xe siècle. « Son identification avec Ezion Gueber devrait au minimum être regardé comme une possibilité légitime ».

## Litige entre les différents points de vue

### Les datations au C14
La technique de datation au carbone 14 permet des datations plus précises et des datations relatives plus certaines que la simple analyse des poteries, qui reste toutefois importante. Les datations au C14 peuvent être rendues beaucoup plus précises par un étalonnage spécifique et un traitement statistique. L’étalonnage est possible si l’on peut encadrer une strate par d'autres dont on connaît les dates avec certitudes. De plus en pratiquant un nombre significatif de tests indépendants dans la même strate, on améliore la datation. Un traitement statistique permet d’estimer la fiabilité du résultat.
Toutefois le débat sur la chronologie du Xe siècle dépasse les limites de précision actuelle, et les datations au C14 ne permettent pas de trancher à 70 ans près.

### Critique de la nouvelle chronologie par Mazar
La nouvelle chronologie suscite la controverse : Zimhoni montre que les poteries retrouvées à Jezreel ont été produites sur une longue durée : on les retrouve à Jezréel même dans une strate inférieure qui pourrait bien dater du Xe siècle.
Amihai Mazar soulève d'autres difficultés liées à cette proposition. Dans le Néguev et à Arad, des sites détruits par Sheshonq Ier et mentionnés en Égypte comme tels, sont communément datés du Xe siècle et correspondent à des ensembles de poteries retrouvés sur des strates conventionnellement attribuées à la monarchie unifiée.
La nouvelle datation pose aussi des problèmes de stratigraphie et d'attribution des destructions. En particulier à Hazor où la nouvelle chronologie ferait une moyenne de 17 ans par strate, ce qui est très peu, d'autant plus que cela rallonge les moyennes par strate précédentes vers 60 à 90 ans. De plus Israel Finkelstein a du mal à faire correspondre les multiples destructions de Hazor avec des événements historiques, comme le montre Amnon Ben-Tor.
Ces difficultés de datation se retrouvent également sur plusieurs qui concernent les philistins. A. Mazar évoque des problèmes à Ashkelon et dans l'histoire des relations entre les Philistins et Chypre. D'après K.A. Kitchen, Israel Finkelstein doit inventer une troisième invasion des peuples de la mer en 1140 pour expliquer l'introduction des poteries mycéniennes que la deuxième invasion n'aurait pas ramenées. Or absolument aucun document ne permet d'évoquer cette 3e vague, inventée pour les besoins de cette théorie. Aucun archéologue responsable de fouilles sur un site philistin n'a soutenu la chronologie basse[réf. nécessaire]. Beaucoup s'accordent pour dire qu'il est possible que des poteries ne soient pas immédiatement diffusée, et que des frontières ethniques peuvent être un frein à leur diffusion[réf. nécessaire].

## Conclusions
William G. Dever écrit :
« Personnellement je suis encore acquis à la chronologie conventionnelle (pas à la « chronologie haute »), pour des raisons sur lesquelles je me suis longuement étendu dans plusieurs publications récentes, aucune d'entre elles « idéologiques ». Mais s'il advenait que l'évidence monte en faveur d'une chronologie plus basse, je serais parmi les premiers à basculer. Il ne s'agit pas de « sauver » la Bible hébraïque ; ni de défendre « Salomon dans toute sa gloire » ; ni d'argumenter sur qui était là le premier, Cananéens ou Israélites, Palestiniens ou Israéliens. »
Amihai Mazar  est partisan de la Chronologie conventionnelle modifiée :
«  La Chronologie conventionnelle modifiée apparaît comme la chronologie la plus raisonnable et acceptable pour les Xe et IXe siècles au levant. (...) (Elle) permet de retenir une grande partie de l'archéologie traditionnelle du Xe siècle et de la monarchie unifiée. (...) Il convient d'évaluer le royaume de David et de Salomon comme un début modeste, mais dynamique, de la période de la monarchie Israélite. »